# Mirko Holbus
Mirko Holbus (srbsko Мирко Холбус), srbski hokejist, * 26. januar 1940, Beograd, † 15. januar 2015, Beograd.
Holbus je bil dolgoletni hokejist kluba HK Partizan Beograd. Za jugoslovansko reprezentanco je nastopil na Olimpijskih igrah 1964 v Innsbrucku in Svetovnem prvenstvu 1961.